# 888
888 (DCCCLXXXVIII) fue un año bisiesto comenzado en lunes del calendario juliano, en vigor en aquella fecha.

## Acontecimientos
- Se establece la capilla en Montserrat.

## Fallecimientos
- 13 de enero, Carlos III el Gordo.
- Al-Mundir, emir independiente de Córdoba.